# Veturia Ghibu
Veturia Ghibu (n. 12 martie 1889, București, România – d. 2 octombrie 1959, Sibiu, România) a fost o cântăreață de lieduri și  pianistă de origine română.

## Date biografice
A fost fiica lui Theodor Nicolau, negustor în București, și a Terezei Nicolau, casnică.

## Educație
A început să studieze pianul la 10 ani, urmând mai apoi cursurile Școlii Centrale de fete, unde a studiat muzica sub îndrumarea compozitorului Dumitru Kiriak. Din clasa a V-a s-a înscris și la Conservator, urmându-l în paralele cu liceul.
După Conservator a plecat la studii în Germania, mai întâi la Göttingen, apoi la Erfurt, Eisenach și Jena pentru a obține diplomă în educație fizică; a continuat pianul. La Institutul Heintze din Göttingen (1907-1908) a studiat limba și literatura germană și engleză, istoria artei, pian, canto și pictură. În Göttingen a debutat la pian. În 1908 și-a obținut diploma de profesoară de educație fizică. În vara lui 1909 a studiat la Universitatea din Jena filosofie și pedagogie. 

## Activitate
În primăvara lui 1909 a revenit în țară unde s-a angajat pe postul de profesoară de sport la Școala Centrală, reînscriindu-se și la Conservator pentru a termina anii IV și V de pian. Aici a studiat alături de D. Dimitriu, D. Kiriak, Faust Niculescu și Dimitrie Dinicu.
În 1911 a renunțat la profesorat și la Conservator, pentru a se căsători cu Onisifor Ghibu, cu care s-a mutat la Sibiu, nașii cuplului fiind Hortensia și Octavian Goga. În 1918 s-a mutat alături de soț, care obținuse un post de profesor universitar, la Cluj-Napoca.
În acest oraș își începe cu adevărat cariera muzicală, făcând repetiții sau punând în scenă concerte alături de Ana Voileanu, Ion Crișan, Lya Pop, Lelia Popovici, Anastasia Dicescu, Constantin Pavel, Traian Grozăvescu, sau Jean Bobescu. A fost încurajată de Anastasia Dicescu, tenorul Constantin Pavel și dirijorul R. Schuller; a debutat pe 2 octombrie 1924 într-un recital Hugo Wolf. În 1925 a avut mai multe concerte în orașe precum Arad, Oradea, Timișoara, Brașov, Sibiu, și București.
În noiembrie 1925 susține un concert la Ateneul Român alături de George Enescu (pe care îl cunoscuse în 1918 când fugise de război în Moldova) care avea să-i aducă faima și numeroase alte recitaluri. La sugestia lui Enescu pleacă la Paris pentru perfecționare dar se oprește din drum la Viena unde studiază sub îndrumarea compozitorului Erich Buder. La Paris lucrează cu Félia Litvinne și în paralel studiază regia de operă cu actorul de origine franceză Saillardi. Cântă mai apoi la Lyon și la Paris, unde are un recital la Radio Paris.
Revine în țară iar în 1927 muzica îi este înregistrată pe disc (una dintre primele artiste române care au fost înregistrate în România) la încurajarea societății londoneze „Columbia”. În operă a debutat pe 10 aprilie 1929 cu rolul Elsei din opera Lohengrin de Richard Wagner.
Boala de inimă de care suferea i-a rărit aparițiile publice, ultimul concert având loc pe 31 ianuarie 1933 la Cluj-Napoca unde a interpretat din Brahms, Richard Strauss și Teleki Ádám. A continuat să cânte acasă pentru un cerc restrâns de prieteni iar în perioada 1938-1940 a fost vicepreședinta Filarmonicii din Cluj-Napoca. La solicitarea sa a avut loc o serie de concerte pentru muncitori.
A avut un repertoriu larg, 20 de compozitori cu peste 140 de piese, la care s-au adăugat 44 de compozitori străini (germani, francezi, italieni, ruși, norvegieni și cehi) și aproximativ 544 de arii și lieduri în limba română. A fost membră a Reuniunii române de muzică.
S-a stins din viață la 70 de ani și este îngropată la cimitirul Dumbrava Sibiului.